# Маттео Бартолі
Маттео Джуліо Бартолі (італ. Matteo Giulio Bartoli; 22 листопада 1873, Лабін, Австро-Угорщина (сучасна Хорватія) — 23 січня 1946, Турин, Італія) — італійський лінгвіст.

## Біографія
Учився у Віденському університеті, з 1907 року і до смерті — професор у Туринському університеті.
Його дослідження далматинської мови, двохтомний твір «Далматинська мова: старороманські мовні релікти від Вельї до Рагузи і їхнє місце у Апеніно-Балканській Романії» (Das Dalmatische: altromanische Sprachreste von Veglia bis Ragusa und ihre Stellung in der Apennino-Balkanischen Romania, 1906) є єдиним повним описом цієї вимерлої мови. Він написав його італійською мовою і пізніше опублікував у Відні німецький переклад. Однак італійський рукопис був згодом загублений, і тільки 2000 року опублікували італійський переклад німецького видання.
Окрім цього, він написав «Вступ до неолінгвістики» (Introduzione alla neolinguistica, 1925) і «Досвід просторової лінгвістики» (Saggi di linguistica spaziale, 1945).
Був учителем Антоніо Грамші.